# Mona Simpson (The Simpsons)
Mona J. Simpson er en fiktiv karakter i tv-serien The Simpsons (sandsynligvis født 5. maj 1931). Hun er mor til Homer Simpson og gift med Abraham Simpson. Glenn Close lægger stemme til hende. Hun var troet død indtil det blev opdaget at hun levede under flugt fra loven grundet et sammenstød med Montgomery Burns i sin ungdom. Hun dukker igen op i 19. sæson i afsnittet Mona Leaves-a hvori hun går bort for alvor.